# 7464 Vipera
7464 Vipera è un asteroide della fascia principale. Scoperto nel 1987, presenta un'orbita caratterizzata da un semiasse maggiore pari a 2,5663776 UA e da un'eccentricità di 0,2674757, inclinata di 5,62472° rispetto all'eclittica.